# Брагина, Мария Ивановна
Мария Ивановна Брагина (23 марта [5 апреля] 1902, Фастовецкая — 30 марта 1983, Фастовецкая, Краснодарский край) — звеньевая колхоза имени Сталина Тихорецкого района Краснодарского края, Герой Социалистического Труда (10.02.1949).
Родилась 23 марта 1902 года в станице Тихорецкой Ейского отдела Кубанской области (сейчас — станица Фастовецкая Тихорецкого района Краснодарского края.
С 1930 года работала в колхозе имени Сталина Тихорецкого района Краснодарского края. После освобождения Кубани от фашистов была назначена звеньевой по выращиванию зерновых.
По итогам работы в 1948 году её звено получило урожай пшеницы 32,4 центнера с гектара на площади 20 гектаров.
Указом Президиума Верховного Совета СССР от 10 февраля 1949 года за получение высоких урожаев пшеницы и подсолнечника в 1948 году присвоено звание Героя Социалистического Труда с вручением ордена Ленина и золотой медали «Серп и Молот».
После выхода на пенсию жила в родной станице Фастовецкой. Умерла 30 марта 1983 года.
Награждена медалью «За доблестный труд в Великой Отечественной войне».